# Adelboden
Adelboden je letoviško in zimskošportno mesto v Švici, v kantonu Bern. Leta 2011 šteje kraj 3700 prebivalcev. Mesto ima slikovito lego na severni strani Bernskih Alp, v zgornjem delu doline Engstligental, južno od Thunskega jezera na nadmorski višini 1350m. V okolici so obsežna smučišča, na katerih prirejajo tekmovanja za svetovni pokal.
Današnje ime kraja se je prvič pojavilo 1409. V 15. st. je kraj dobil katoliško cerkev; v 16. st. pa se je pridružil reformaciji.
Sredi 19. st. je prišlo zaradi slabih letin do velikega pomanjkanja;zaradi tega se je veliko ljudi iz kraja izselilo.
Adelboden je kraj v katerem prebivalstvo živi večinoma od kmetijstva in turizma.